# Paratrechalea azul
Paratrechalea azul är en spindelart som beskrevs av James E. Carico 2005. Paratrechalea azul ingår i släktet Paratrechalea och familjen Trechaleidae. Inga underarter finns listade i Catalogue of Life.